# Nicholas Pryor
Nicholas Pryor, geboren als Nicholas David Probst (Baltimore (Maryland), 28 januari 1935 – Wilmington (North Carolina), 7 oktober 2024), was een Amerikaanse acteur.
Nicholas Pryor is de zoon van Dorothy (geboortenaam Driskill) en Stanley Probst, een apotheker.
Zijn bekendste rol is die van Milton Arnold in de serie Beverly Hills, 90210, die hij vertolkte van 1994 tot 1997. 
Hij speelde hierin het hoofd van een universiteit. Clare Arnold, gespeeld door Kathleen Robertson, was in de serie zijn dochter.
Pryor speelde in de film Airplane!, en ook vertolkte hij enkele jaren de rol van Victor Collins in de serie General Hospital.
Pryor trouwde achtereenvolgens met Melinda Cordell, Pamela Elm en in 1993 met Christine Belford, die eveneens in de serie Beverly Hills, 90210 een rol speelde, namelijk die van Samantha Sanders.
Pryor overleed op 7 oktober 2024 op 89-jarige leeftijd  aan kanker.

## Filmografie

### Films
Selectie:
- 2014 - The Hunger Games: Mockingjay - Part 1 - als D8 patiënt
- 2002 - Collateral Damage - als Senator Burkett
- 1999 - The Bachelor - als Dale Arden
- 1997 - Murder at 1600 - als Paul Moran
- 1996 - The Chamber - als Flynn Slattery
- 1996 - Executive Decision - als Jack Douglas
- 1993 - Sliver - als Peter Farell
- 1992 - Hoffa - als Hoffa’s advocaat
- 1990 - Pacific Heights - als hotelmanager
- 1985 - The Falcon and the Snowman - als Eddie
- 1983 - Risky Business - als vader van Joel
- 1981 - Splendor in the Grass - als dr. Judd
- 1980 - Airplane! - als Jim Hammen
- 1978 - Damien: Omen II - als Charles Warren

### Televisieseries
Selectie: 
- 2021 - The Falcon and the Winter Soldier - als Oeznik - 2 afl.
- 2003 - NYPD Blue - als John Colohan - 3 afl.
- 2001 - 2002 - That’s Life - als Vader Tom - 2 afl.
- 1995 - 1999 - Party of Five - als Gene Bennet - 4 afl.
- 1994 - 1997 - Beverly Hills, 90210 - als Arnold Milton Arnold - 26 afl.
- 1997 - Port Charles - als Victor Collins - ? afl.
- 1994 - Dr. Quinn, Medicine Woman - als senator George Steward - 2 afl.
- 1992 - L.A. Law - als dr. Birch - 3 afl.
- 1985 - 1991 - Murder, She Wrote - als David Kingston - 3 afl.
- 1987 - 1988 - The Bronx Zoo - als Jack Feldspar - 21 afl.
- 1985 - Dallas  - als Nathan Billings - 3 afl.
- 1982 - Little House on the Prairie - als Wilder - 2 afl.
- 1979 - 1981 - Eight is Enough - als Jeffrey Trout - 7 afl.
- 1959 - 1980 - Hallmark Hall of Fame - als Dave McComber - 2 afl.
- 1976 - The Adams Chronicles - als John Adams - 2 afl.
- 1962 - 1963 - The Secret Storm - als Johnny Ellis
- 1954 - The Brighter Day - als ?